# Super League 2022-2023 (pallavolo femminile, Inghilterra)
La Super League 2022-2023, 44ª edizione della massima serie del campionato inglese di pallavolo femminile si è svolta dal 1º ottobre 2022 al 2 aprile 2023: al torneo hanno partecipato dieci squadre di club inglesi e la vittoria finale è andata per la quarta volta, la seconda consecutiva, alla Durham University.

## Regolamento

### Formula
Le squadre hanno disputato un girone all'italiana, con gare di andata e ritorno. Al termine della regular season:
- la squadra prima classificata ha ottenuto il titolo di Campione d'Inghilterra;
- la squadra nona classificata ha disputato lo spareggio promozione-retrocessione con la seconda classificata della Division 1, in gara unica: la vincente ha ottenuto o mantenuto il diritto di partecipazione alla Super League;
- l'ultima classificata è stata retrocessa in Division 1[2].

### Criteri di classifica
Se il risultato finale è stato di 3-0 o 3-1 sono stati assegnati 3 punti alla squadra vincente e 0 a quella sconfitta, se il risultato finale è stato di 3-2 sono stati assegnati 2 punti alla squadra vincente e 1 a quella sconfitta.
L'ordine del posizionamento in classifica è stato definito in base a:
- Punti;
- Ratio dei set vinti/persi;
- Ratio dei punti realizzati/subiti;
- Risultato degli scontri diretti[2].

## Squadre partecipanti
| Club                     | Stagione | Città      | Impianto                          | Stagione precedente     |
| ------------------------ | -------- | ---------- | --------------------------------- | ----------------------- |
| Cambridge                | dettagli | Cambridge  | North Cambridge Academy           | 6ª in Super League      |
| Darkstar                 | dettagli | Derby      | Derby University Sports Centre    | 8ª in Super League      |
| Durham University        | dettagli | Durham     | Graham Sports Centre              | Campione di Inghilterra |
| Inter                    | dettagli | Londra     | Haverstock School                 | 4ª in Super League      |
| Inter 2                  | dettagli | Londra     | Haverstock School                 | 9ª in Super League      |
| Leeds                    | dettagli | Leeds      | The Ruth Gorse Academy            | 5ª in Super League      |
| Malory Eagles            | dettagli | Londra     | Ernest Bevin College              | 3ª in Super League      |
| Polonia London           | dettagli | Londra     | Moberly Sports Centre             | 2ª in Super League      |
| Team Essex               | dettagli | Colchester | University of Essex Sports Centre | 1ª in Division 1        |
| University of Nottingham | dettagli | Nottingham | David Ross Sports Village         | 7ª in Super League      |

## Torneo

### Regular Season

#### Risultati
| Partite |                                              |     |                                   |
|         |                                              |     |                                   |
| 01-10   | Cambridge - Team Essex                       | 2-3 | 25-22, 22-25, 25-15, 21-25, 11-15 |
| 01-10   | University of Nottingham - Malory Eagles     | 0-3 | 20-25, 17-25, 14-25               |
| 02-10   | Inter 2 - Inter                              | 1-3 | 25-22, 14-25, 21-25, 15-25        |
| 15-10   | University of Nottingham - Inter             | 3-2 | 29-27, 13-25, 25-23, 19-25, 15-13 |
| 15-10   | Malory Eagles - Cambridge                    | 3-0 | 25-23, 25-21, 25-22               |
| 15-10   | Durham University - Team Essex               | 3-0 | 25-17, 25-16, 25-18               |
| 16-10   | Darkstar - Leeds                             | 2-3 | 22-25, 16-25, 25-22, 25-22, 13-15 |
| 16-10   | Team Essex - Inter 2                         | 3-0 | 25-19, 25-20, 25-19               |
| 22-10   | Malory Eagles - Polonia London               | 0-3 | 21-25, 24-26, 20-25               |
| 22-10   | Cambridge - Inter                            | 3-2 | 9-25, 25-21, 13-25, 26-24, 15-12  |
| 22-10   | University of Nottingham - Durham University | 0-3 | 12-25, 9-25, 14-25                |
| 23-10   | Team Essex - Durham University               | 0-3 | 7-25, 8-25, 10-25                 |
| 23-10   | Polonia London - Darkstar                    | 3-0 | 25-16, 25-17, 25-19               |
| 29-10   | Cambridge - Darkstar                         | 3-1 | 27-25, 14-25, 25-21, 25-23        |
| 30-10   | Darkstar - Inter 2                           | 3-0 | 25-22, 25-19, 25-20               |
| 05-11   | Leeds - Malory Eagles                        | 1-3 | 30-28, 24-26, 22-25, 24-26        |
| 05-11   | Darkstar - Team Essex                        | 3-0 | 25-14, 25-21, 25-13               |
| 05-11   | Cambridge - Durham University                | 0-3 | 21-25, 16-25, 22-25               |
| 06-11   | Inter - Durham University                    | 0-3 | 14-25, 22-25, 16-25               |
| 06-11   | Darkstar - Malory Eagles                     | 1-3 | 25-20, 21-25, 11-25, 16-25        |
| 06-11   | Inter 2 - University of Nottingham           | 3-0 | 25-19, 25-23, 25-15               |
| 19-11   | Durham University - Polonia London           | 3-1 | 25-15, 23-25, 25-18, 25-23        |
| 19-11   | Team Essex - Darkstar                        | 3-1 | 25-20, 23-25, 25-19, 25-21        |
| 19-11   | Malory Eagles - Leeds                        | 3-1 | 25-10, 25-19, 25-27, 25-16        |
| 19-11   | University of Nottingham - Cambridge         | 1-3 | 24-26, 25-17, 17-25, 19-25        |
| 20-11   | Inter - Darkstar                             | 3-0 | 25-13, 25-13, 25-22               |
| 20-11   | Inter 2 - Durham University                  | 0-3 | 14-25, 15-25, 14-25               |
| 20-11   | Team Essex - Leeds                           | 3-0 | 25-20, 25-11, 25-18               |
| 26-11   | Leeds - University of Nottingham             | 3-1 | 12-25, 25-22, 25-22, 28-26        |
| 27-11   | Inter - Malory Eagles                        | 1-3 | 17-25, 22-25, 25-16, 18-25        |
| 27-11   | Team Essex - Polonia London                  | 3-2 | 26-28, 25-20, 21-25, 25-21, 15-13 |
| 27-11   | Inter 2 - Cambridge                          | 1-3 | 25-12, 21-25, 20-25, 23-25        |
| 03-12   | University of Nottingham - Polonia London    | 0-3 | 9-25, 15-25, 10-25                |
| 03-12   | Leeds - Cambridge                            | 0-3 | 33-35, 15-25, 15-25               |
| 03-12   | Durham University - Malory Eagles            | 3-0 | 25-22, 25-21, 25-17               |
| 04-12   | Inter - Inter 2                              | 3-1 | 17-25, 25-13, 25-17, 25-18        |
| 04-12   | Leeds - Polonia London                       | 0-3 | 15-25, 13-25, 17-25               |
| 10-12   | Leeds - Inter 2                              | 3-2 | 25-9, 25-17, 22-25, 21-25, 15-10  |
| 10-12   | Darkstar - University of Nottingham          | 3-1 | 11-25, 25-15, 25-23, 25-23        |
| 10-12   | Cambridge - Polonia London                   | 1-3 | 12-25, 25-17, 25-27, 17-25        |
| 10-12   | Malory Eagles - Team Essex                   | 3-2 | 25-18, 32-30, 23-25, 23-25, 15-9  |
| 11-12   | Team Essex - Inter                           | 2-3 | 25-20, 25-20, 19-25, 18-25, 11-15 |
| 14-01   | Durham University - Inter 2                  | 3-0 | 25-7, 25-6, 25-5                  |
| 14-01   | Polonia London - Leeds                       | 3-0 | 25-9, 25-21, 25-13                |
| 15-01   | Inter 2 - Leeds                              | 0-3 | 13-25, 25-27, 22-25               |

| Partite |                                              |     |                                   |
|         |                                              |     |                                   |
| 15-01   | Darkstar - Cambridge                         | 3-0 | 26-24, 25-20, 25-22               |
| 15-01   | Polonia London - Malory Eagles               | 3-2 | 19-25, 25-11, 29-27, 23-25, 15-13 |
| 15-01   | Inter - Team Essex                           | 1-3 | 18-25, 19-25, 25-18, 23-25        |
| 21-01   | Leeds - Darkstar                             | 3-0 | 25-17, 25-16, 25-23               |
| 21-01   | Polonia London - Cambridge                   | 3-0 | 25-16, 25-23, 25-17               |
| 21-01   | Malory Eagles - Durham University            | 1-3 | 15-25, 17-25, 25-20, 18-25        |
| 22-01   | Inter - University of Nottingham             | 3-1 | 25-21, 15-25, 30-28, 25-16        |
| 22-01   | Inter 2 - Polonia London                     | 0-3 | 12-25, 16-25, 14-25               |
| 28-01   | Durham University - Cambridge                | 3-0 | 25-13, 25-13, 25-14               |
| 04-02   | Team Essex - University of Nottingham        | 3-0 | 25-18, 25-10, 25-18               |
| 11-02   | Durham University - University of Nottingham | 3-0 | 25-13, 25-13, 25-16               |
| 11-02   | Malory Eagles - Inter 2                      | 3-0 | 25-8, 25-19, 25-16                |
| 11-02   | Polonia London - Inter                       | 3-0 | 25-9, 25-12, 25-16                |
| 12-02   | Inter - Leeds                                | 3-0 | 25-18, 25-19, 25-21               |
| 12-02   | Darkstar - Polonia London                    | 0-3 | 13-25, 17-25, 10-25               |
| 12-02   | Inter 2 - Team Essex                         | 0-3 | 20-25, 21-25, 12-25               |
| 18-02   | University of Nottingham - Team Essex        | 3-2 | 21-25, 25-18, 25-16, 23-25, 15-9  |
| 26-02   | Cambridge - Inter 2                          | 3-2 | 23-25, 22-25, 25-14, 25-21, 15-11 |
| 04-03   | Durham University - Leeds                    | 3-0 | 25-13, 25-19, 25-11               |
| 04-03   | Malory Eagles - Darkstar                     | 3-0 | 25-23, 25-19, 25-12               |
| 04-03   | University of Nottingham - Inter 2           | 3-1 | 25-21, 25-18, 20-25, 25-16        |
| 05-03   | Team Essex - Cambridge                       | 3-0 | 25-21, 25-19, 25-22               |
| 05-03   | Inter 2 - Darkstar                           | 3-2 | 22-25, 22-25, 27-25, 25-20, 15-12 |
| 05-03   | Inter - Polonia London                       | 0-3 | 16-25, 11-25, 14-25               |
| 11-03   | Leeds - Team Essex                           | 2-3 | 25-9, 25-18, 15-25, 23-25, 13-15  |
| 11-03   | Cambridge - University of Nottingham         | 3-0 | 25-23, 29-27, 25-22               |
| 11-03   | Darkstar - Durham University                 | 0-3 | 15-25, 11-25, 22-25               |
| 11-03   | Malory Eagles - Inter                        | 3-0 | 25-13, 25-18, 25-12               |
| 12-03   | Inter 2 - Malory Eagles                      | 0-3 | 19-25, 20-25, 13-25               |
| 12-03   | Leeds - Inter                                | 3-0 | 25-21, 25-22, 25-13               |
| 12-03   | Polonia London - Durham University           | 3-2 | 23-25, 25-21, 16-25, 25-21, 16-14 |
| 18-03   | Durham University - Darkstar                 | 3-0 | 25-18, 26-24, 25-10               |
| 18-03   | Cambridge - Malory Eagles                    | 3-1 | 25-21, 25-21, 23-25, 33-31        |
| 18-03   | University of Nottingham - Leeds             | 3-0 | 25-19, 25-23, 25-16               |
| 18-03   | Polonia London - Team Essex                  | 3-0 | 25-17, 25-20, 25-21               |
| 19-03   | Leeds - Durham University                    | 0-3 | 13-25, 14-25, 13-25               |
| 19-03   | Darkstar - Inter                             | 2-3 | 24-26, 25-23, 16-25, 25-23, 14-16 |
| 19-03   | Polonia London - University of Nottingham    | 3-0 | 25-20, 25-11, 25-19               |
| 26-03   | Malory Eagles - University of Nottingham     | 3-1 | 25-17, 25-20, 20-25, 25-16        |
| 26-03   | Polonia London - Inter 2                     | 3-0 | 25-13, 25-17, 25-14               |
| 26-03   | Inter - Cambridge                            | 0-3 | 22-25, 18-25, 20-25               |
| 01-04   | Durham University - Inter                    | 3-0 | 25-0, 25-0, 25-0                  |
| 01-04   | Cambridge - Leeds                            | 3-0 | 25-23, 26-24, 25-8                |
| 01-04   | University of Nottingham - Darkstar          | 3-2 | 20-25, 22-25, 25-19, 25-19, 15-12 |
| 02-04   | Team Essex - Malory Eagles                   | 1-3 | 16-25, 23-25, 27-25, 16-25        |

#### Classifica
| Pos. | Squadra                  | Pt | G  | V  | P  | SV | SP | Ratio  | PF    | PS    | Ratio |
| ---- | ------------------------ | -- | -- | -- | -- | -- | -- | ------ | ----- | ----- | ----- |
| 1.   | Durham University        | 52 | 18 | 17 | 1  | 53 | 5  | 10,600 | 1 425 | 869   | 1,640 |
| 2.   | Polonia London           | 47 | 18 | 16 | 2  | 51 | 11 | 4,636  | 1 474 | 1 103 | 1,336 |
| 3.   | Malory Eagles            | 39 | 18 | 13 | 5  | 43 | 23 | 1,870  | 1 553 | 1 366 | 1,137 |
| 4.   | Team Essex               | 30 | 18 | 10 | 8  | 37 | 32 | 1,156  | 1 434 | 1 482 | 0,968 |
| 5.   | Cambridge                | 29 | 18 | 10 | 8  | 33 | 32 | 1,031  | 1 422 | 1 466 | 0,970 |
| 6.   | Inter                    | 21 | 18 | 7  | 11 | 27 | 40 | 0,675  | 1 328 | 1 444 | 0,920 |
| 7.   | Leeds                    | 17 | 18 | 6  | 12 | 22 | 41 | 0,537  | 1 261 | 1 437 | 0,878 |
| 8.   | Darkstar                 | 16 | 18 | 4  | 14 | 23 | 43 | 0,535  | 1 326 | 1 511 | 0,878 |
| 9.   | University of Nottingham | 12 | 18 | 5  | 13 | 20 | 46 | 0,435  | 1 308 | 1 507 | 0,868 |
| 10.  | Inter 2                  | 7  | 18 | 2  | 16 | 14 | 50 | 0,280  | 1 159 | 1 505 | 0,770 |

      Campione d'Inghilterra
      Ammessa allo spareggio promozione-retrocessione
      Retrocessa in Division 1

### Spareggio promozione-retrocessione
| Gara unica |                                              |     |                            |
|            |                                              |     |                            |
| 13-05      | University of Nottingham - London Lionhearts | 1-3 | 21-25, 25-19, 22-25, 22-25 |